# Megaselia curtifrons
Megaselia curtifrons är en tvåvingeart som först beskrevs av Charles Thomas Brues 1915.  Megaselia curtifrons ingår i släktet Megaselia och familjen puckelflugor.
Artens utbredningsområde är Formosa (Argentina). Inga underarter finns listade i Catalogue of Life.